# Symphony OS
Symphony OS – dystrybucja Live CD oparta na Knoppiksie. Jej twórcami byli: Ryan Quinn i Jason Spisak. Dystrybucja ciągle się rozwija i aktualnie jest w fazie beta.
Od maja 2006 dystrybucja nie opierała się już na Knoppiksie, ale na Debianie Sid i oferuje możliwość instalacji na dysku twardym. Od czerwca 2007 systemem bazowym z kolei stał się Ubuntu.
Cechą, która wyróżnia Symphony OS spośród innych dystrybucji, jest wykorzystanie własnego środowiska graficznego – Mezzo, które zostało zaprojektowane z myślą o wygodzie i prostocie. Symphony zawiera także własne środowisko tworzenia aplikacji oparte na Mozilli – Orchestra.
Symphony OS używa własnego systemu pakietów *.sym; za pomocą prostego interfejsu użytkownik może zainstalować programy bez kłopotów z zależnościami. Dzięki temu, że dystrybucja jest oparta na Debianie, obsługuje także pakiety DEB.

## Orchestra
Orchestra jest środowiskiem tworzenia aplikacji stworzonym dla Symphony OS. Pozwala na uruchamianie programów napisanych z użyciem HTML-a i skryptów Perlowych (CGI) jako aplikacji lokalnych.
Orchestra składa się z lekkiego serwera HTTP napisanego w Perlu oraz "odchudzonego" środowiska renderowania stron Mozilli. Z powodu wykorzystywania Mozilli jako silnika dla aplikacji, mogą one korzystać z następujących technologii:
- HTML
- JavaScript
- Perl i CGI
- aplety Java (używając wtyczki)
- Adobe Flash (używając wtyczki)
- osadzonych odtwarzaczy multimediów (używając wtyczki)
- XUL

## Mezzo
Mezzo jest środowiskiem graficznym stworzonym przez Jasona Spisaka dla Symphony OS. Mezzo ma być nową koncepcją prezentowania danych użytkownikowi.
Mezzo zrywa z koncepcją znaną z większości środowisk graficznych: "Pulpit jest katalogiem". W Mezzo menu "System", "Programy", "Pliki" i "Kosz" znajdują się w rogach pulpitu, co jak tłumaczą programiści pracujący nad Mezzo ma być ułatwieniem.